# Aedes plumiferus
Aedes plumiferus är en tvåvingeart som beskrevs av King och Harry Hoogstraal 1946. Aedes plumiferus ingår i släktet Aedes och familjen stickmyggor. Inga underarter finns listade i Catalogue of Life.